# Echemus
Echemus is een geslacht van spinnen uit de familie bodemjachtspinnen (Gnaphosidae).

## Soorten
De volgende soorten zijn bij het geslacht ingedeeld:
- Echemus angustifrons (Westring, 1861)
  - Echemus angustifrons balticus (Lohmander, 1942)
- Echemus chaetognathus (Thorell, 1887)
- Echemus chaperi Simon, 1885
- Echemus chebanus (Thorell, 1897)
- Echemus chialanus Thorell, 1897
- Echemus dilutus (L. Koch, 1873)
- Echemus erutus Tucker, 1923
- Echemus escalerai Simon, 1909
- Echemus ghecuanus (Thorell, 1897)
- Echemus giaii Gerschman & Schiapelli, 1948
- Echemus hamipalpis (Kroneberg, 1875)
- Echemus incinctus Simon, 1907
- Echemus inermis Mello-Leitão, 1939
- Echemus lacertosus Simon, 1907
- Echemus levyi Kovblyuk & Seyyar, 2009
- Echemus modestus Kulczyński, 1899
- Echemus orinus (Thorell, 1897)
- Echemus pictus Kulczyński, 1911
- Echemus plapoensis (Thorell, 1897)
- Echemus scutatus (Simon, 1879)
- Echemus sibiricus Marusik & Logunov, 1995
- Echemus viveki Gajbe, 1989